# Paul Poser

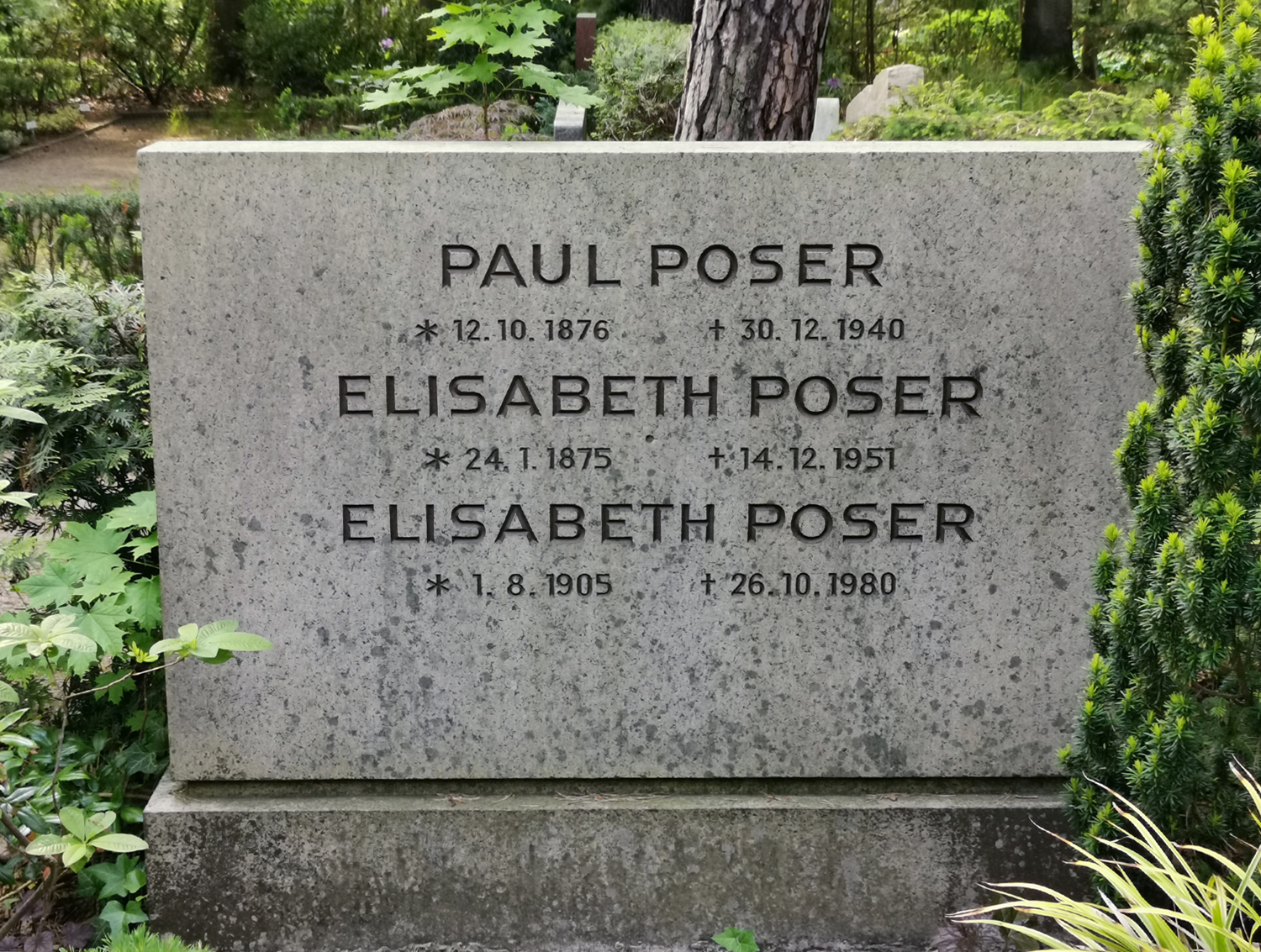
Grab auf dem Friedhof Berlin-Frohnau, Feld 1

Paul Poser (* 12. Oktober 1876 in Zeulenroda; † 30. Dezember 1940 in Berlin) war ein deutscher Architekt. Er entwarf hauptsächlich Kommunal- und Wohnungsbauten.

## Leben
Nach einer Steinmetzausbildung in Zerbst absolvierte Poser ein Architekturstudium an der Technischen Hochschule Charlottenburg. Ab 1907 arbeitete für die Berliner Terrain-Centrale, die die Gartenstadt Frohnau entwickelte. Hier zeichnete er für mehrere Gebäude wie die Villa Wutke am Ludolfingerplatz, die Siedlung Barbarossahöhe, die Pergola am Zeltinger Platz und die Villa Worch (heute Centré Bagatelle) verantwortlich. Ab 1922 arbeitete er in Partnerschaft mit dem Architekten Bernhard Bamm (1899–1956). Posers Büro befand sich am Bahnhofsplatz in Berlin-Frohnau. Zahlreiche Gebäude von Poser im Bezirk Reinickendorf und im Landkreis Oberhavel stehen unter Denkmalschutz. Poser verdiente sein Geld aber auch mit der Planung und Überwachung von Tiefbauarbeiten wie der Pflasterung der Nohlstraße in Glienicke/Nordbahn.

„Poser wird zunächst dem „Landhaus-“ und „Heimatstil“ zugerechnet, die sich durch die Verwendung „einheimischer“ Materialien sowie dekorative Zitate bäuerlicher und ländlicher Architektur auszeichnen. Charakteristisch für Poser sind dabei geschwungene, fast barocke Formen.“

Poser war Mitglied der Berliner Freimaurerloge Zu den drei Seraphim.

## Ehrungen

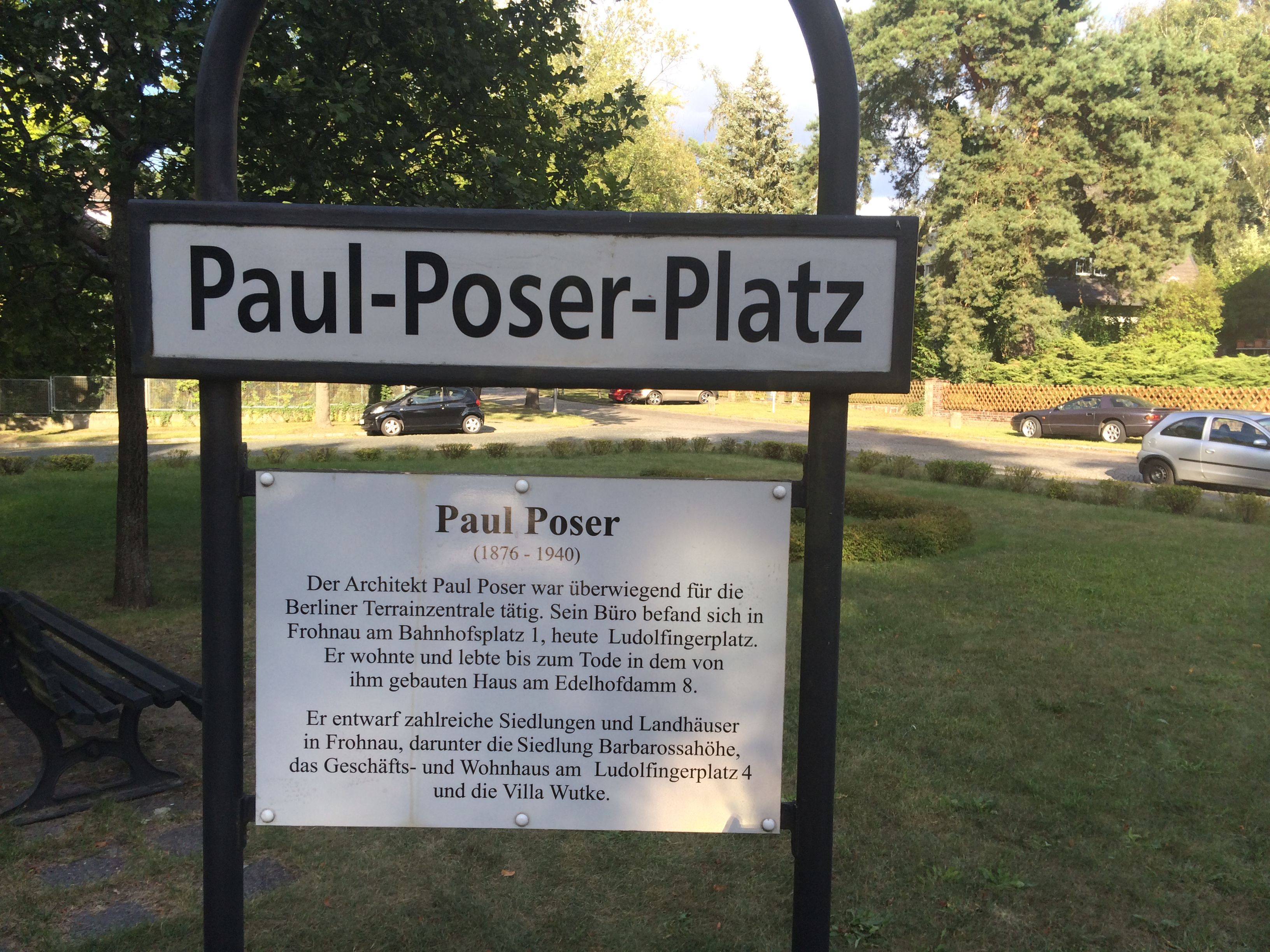
Gedenktafel auf dem Paul-Poser-Platz, Berlin-Frohnau

In Berlin-Frohnau wurde im November 2008 vor der Barbarossasiedlung ein Platz nach ihm benannt.

## Bauten und Entwürfe (Auswahl)

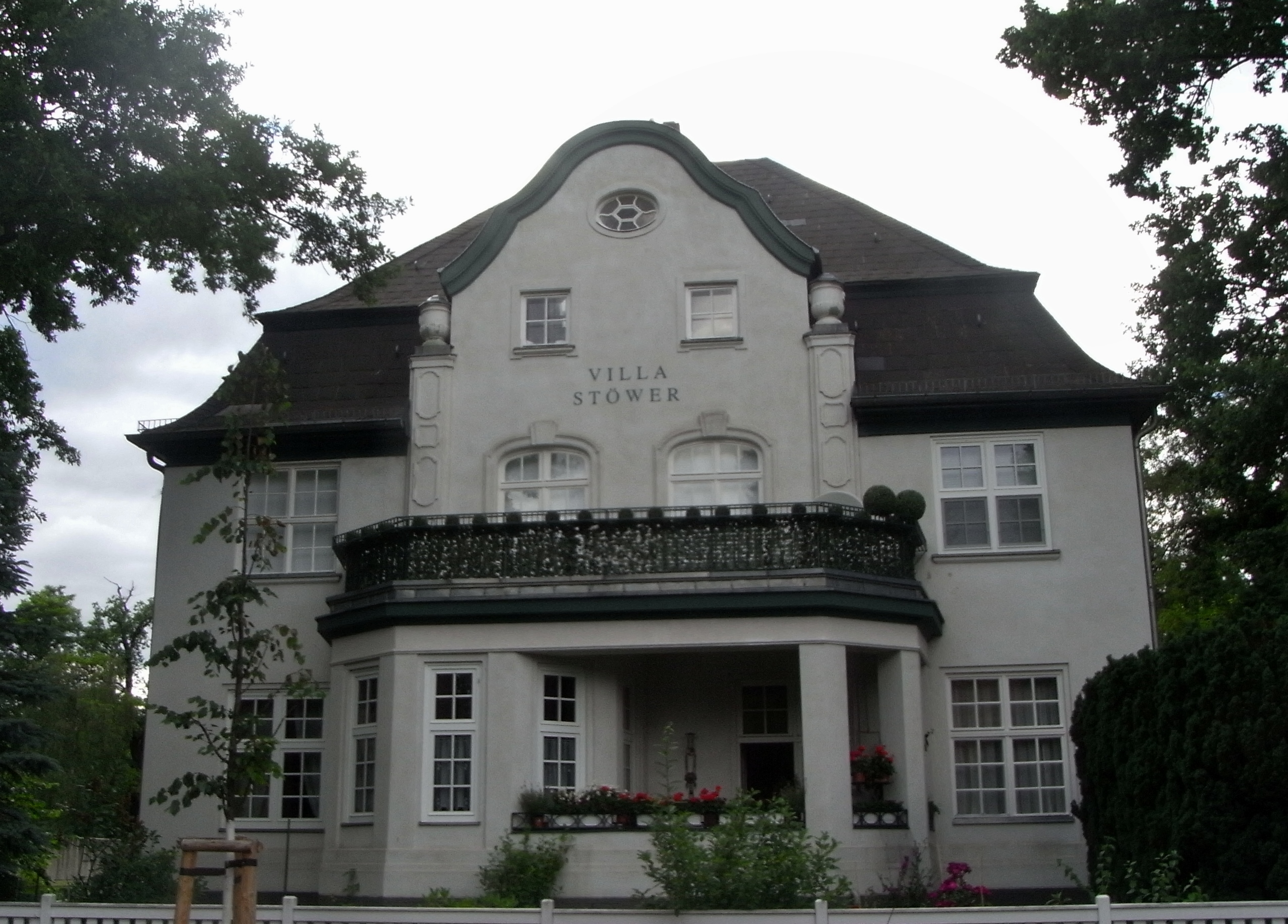
Villa Stöwer in Berlin-Tegel (1913)

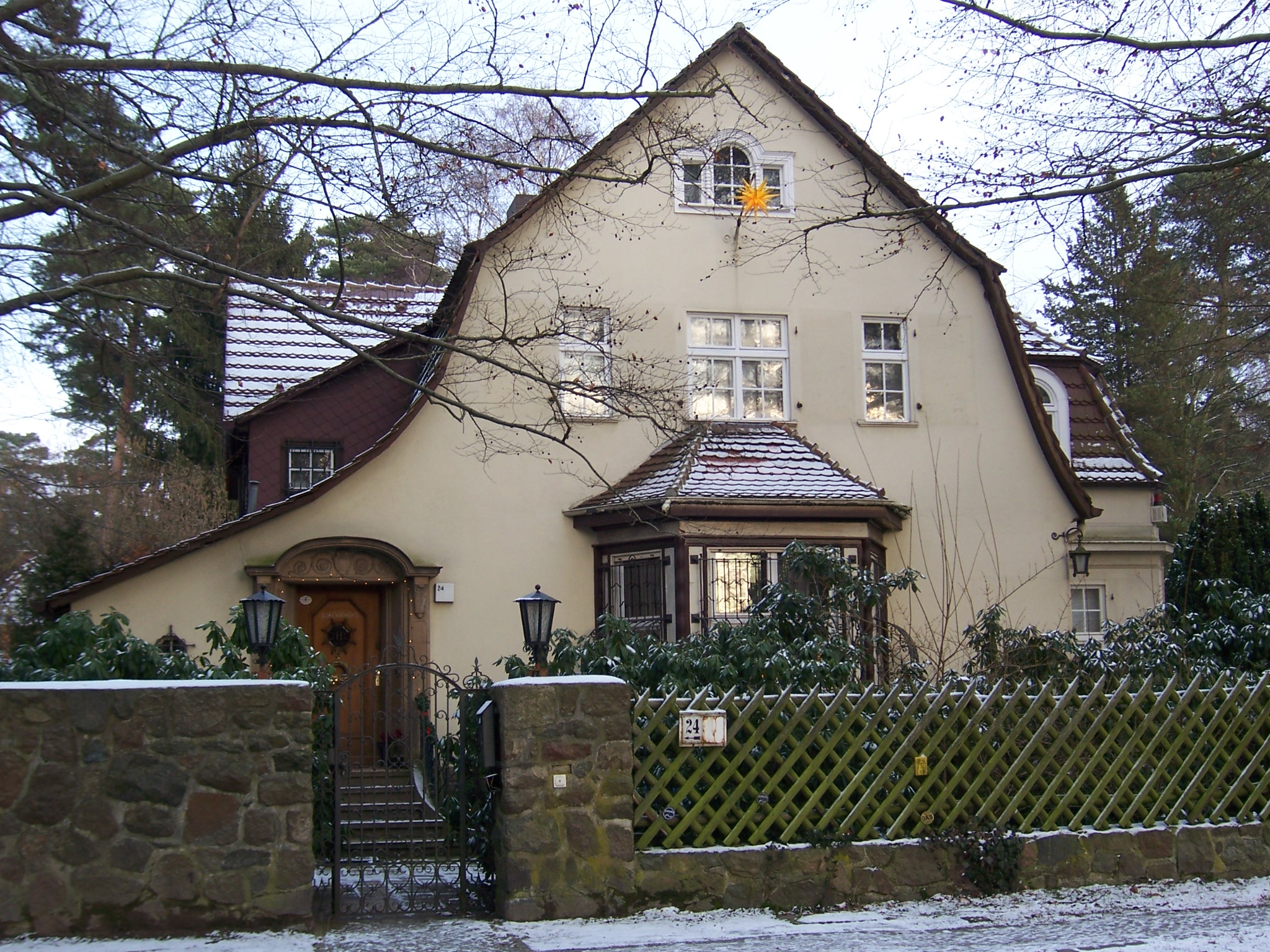
Wohnhaus Im Amseltal 24, Berlin-Frohnau (1921)

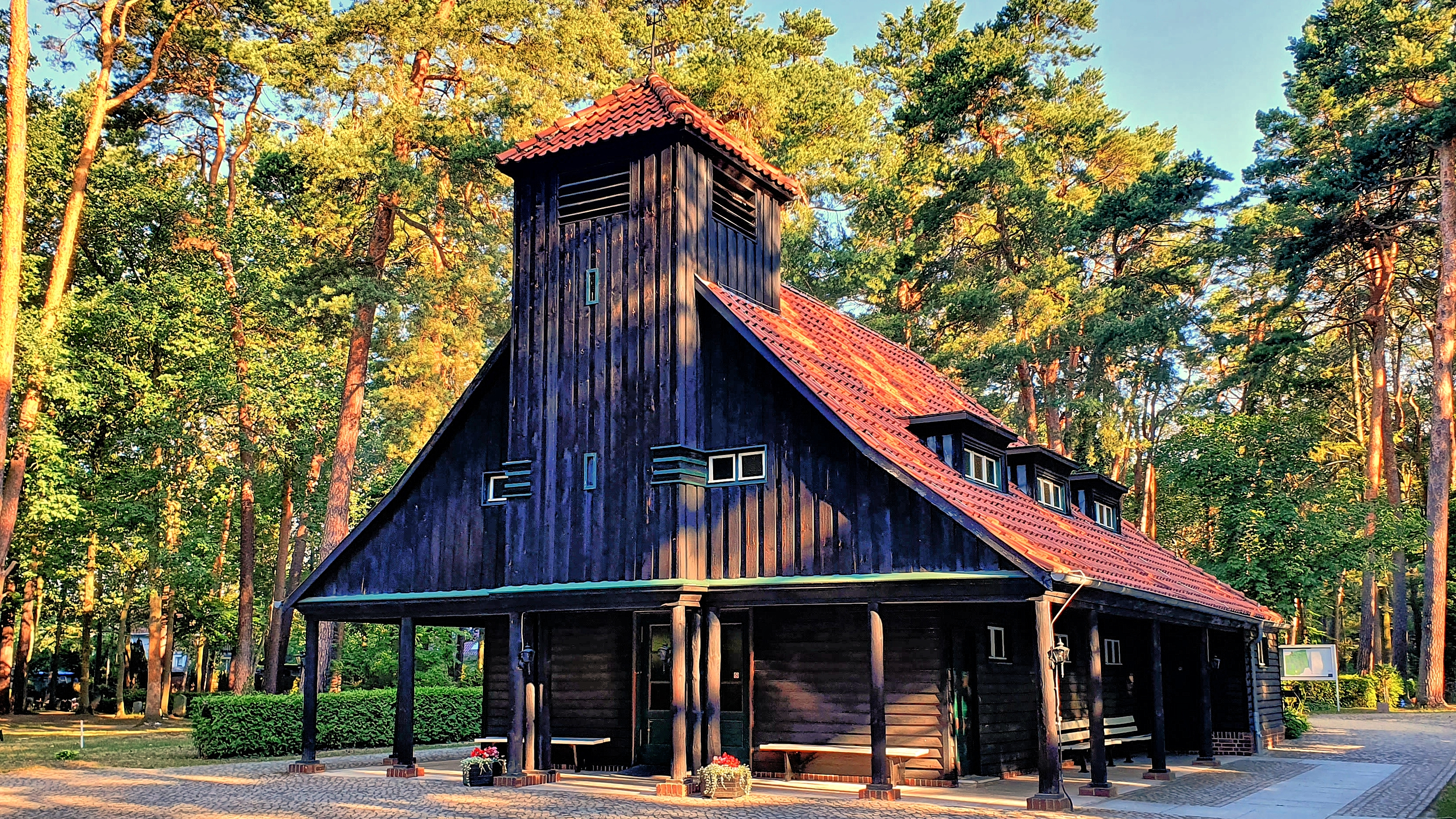
Kapelle auf dem Waldfriedhof in Birkenwerder (1925)

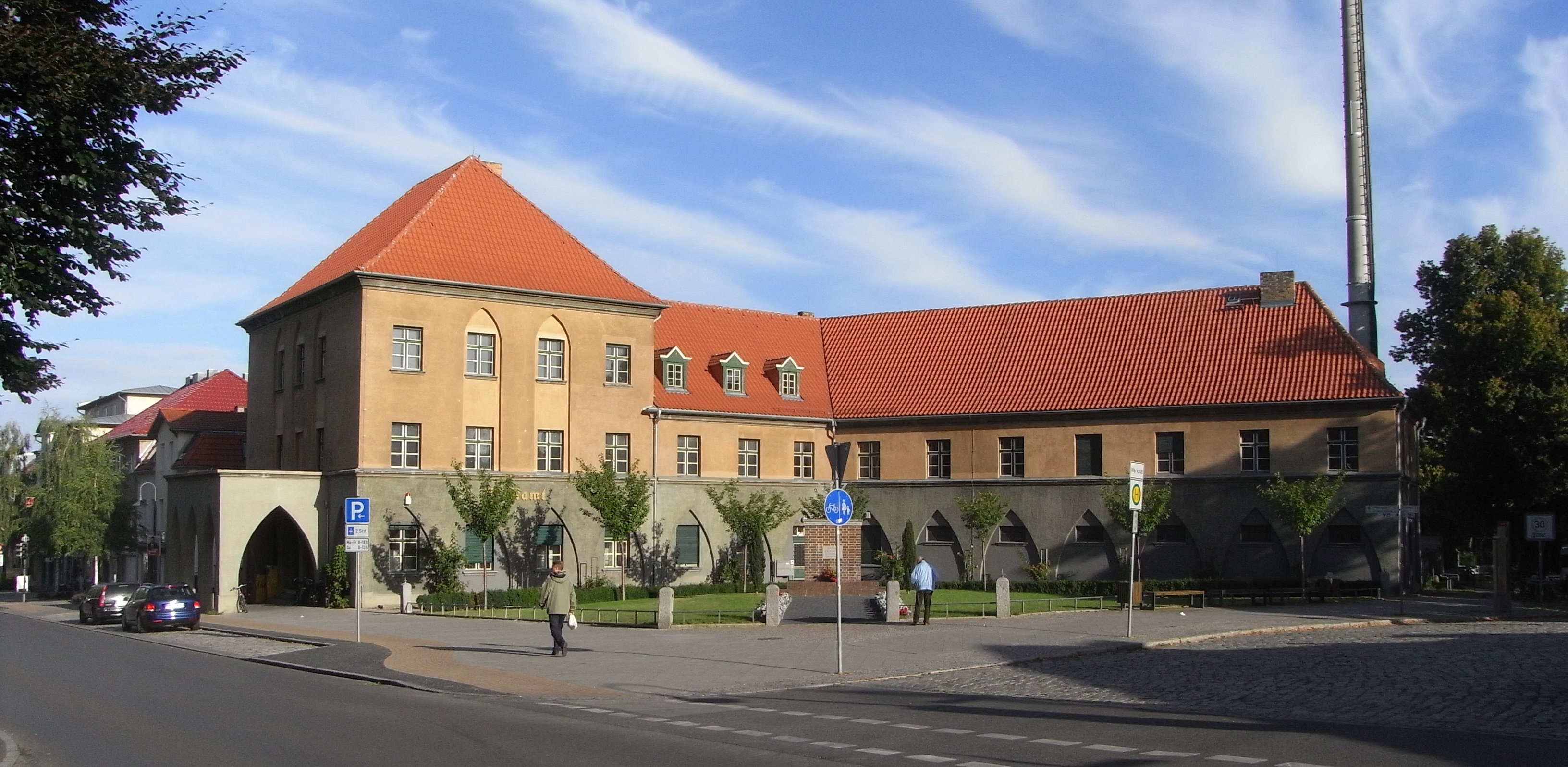
Nordteil des Gebäudeensembles am Bahnhof Birkenwerder (1928–1929)

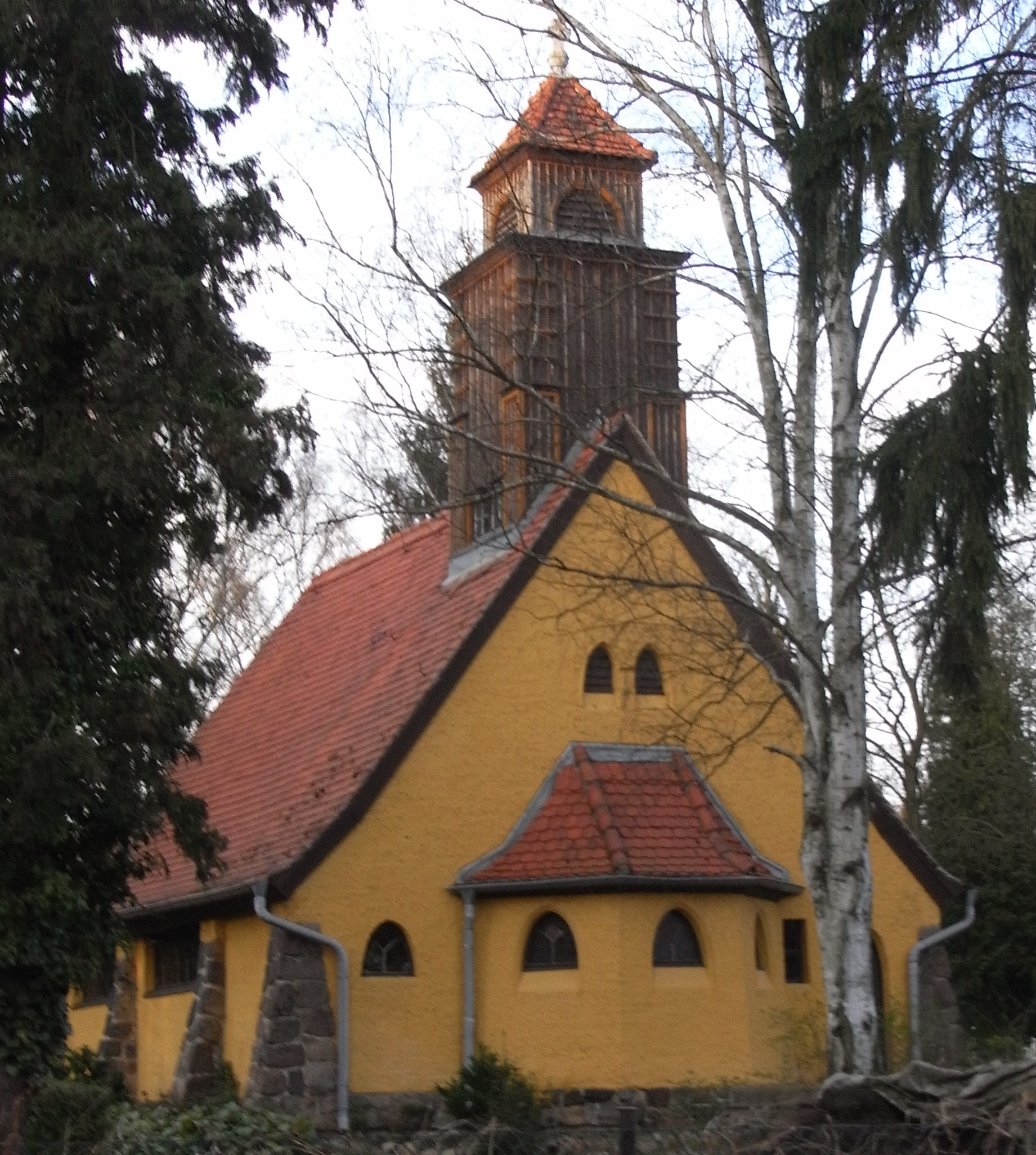
Friedhofskapelle in Glienicke/Nordbahn (1929)

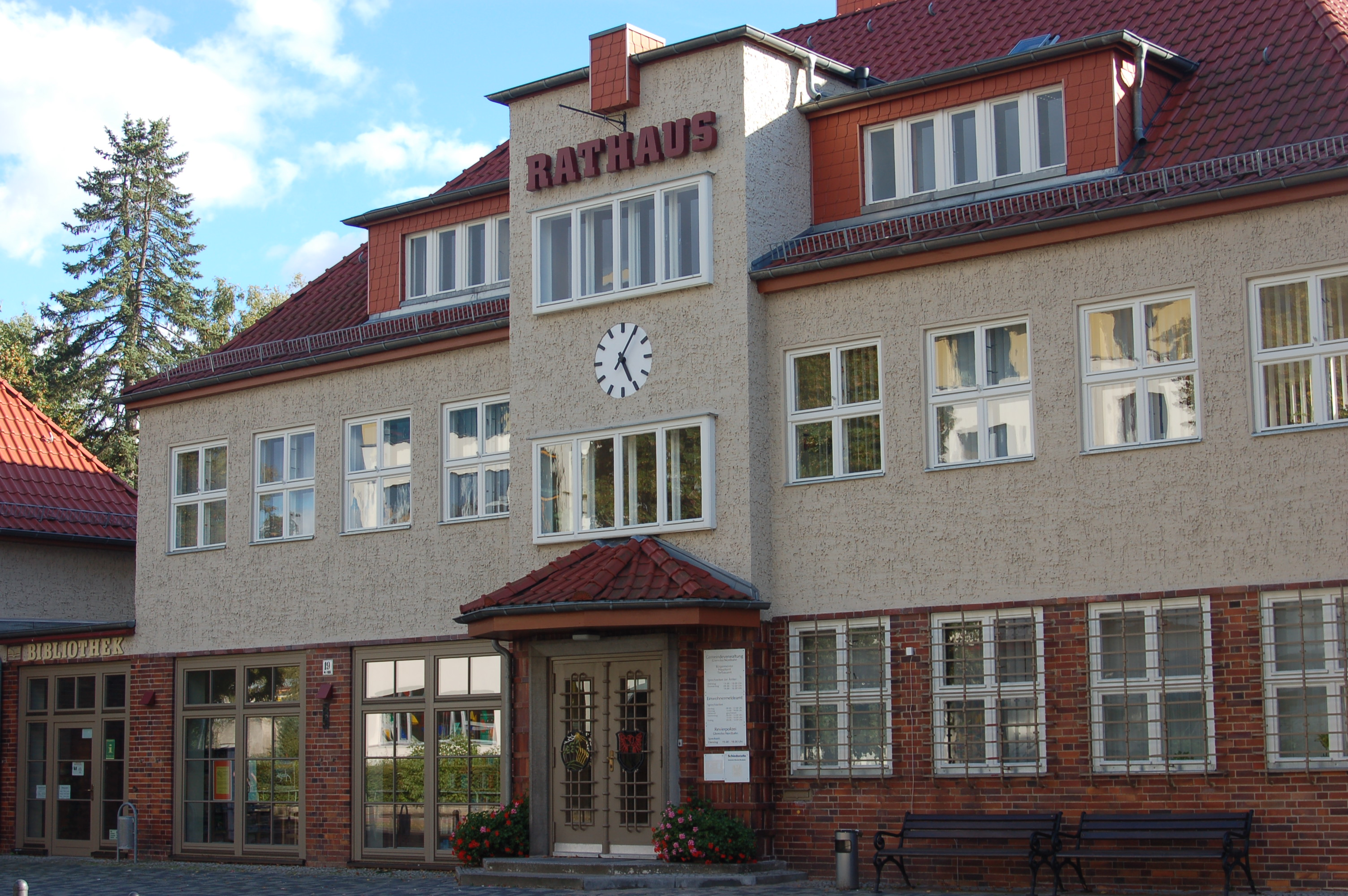
Rathaus in Glienicke/Nordbahn (1932)

- 1909: Verkaufspavillon für die Berliner Terrain-Centrale in Berlin-Frohnau, Oranienburger Chaussee / Utestraße[2] (2002 auf dem Künstlerhof Frohnau umgesetzt)[3]
- 1909: Landhaus Becker für die Berliner Terrain-Centrale in Berlin-Frohnau, Zeltinger Straße 15[4]
- 1909: Wohnhaus Franke für die Berliner Terrain-Centrale in Berlin-Frohnau, Wahnfriedstraße 1 / Maximiliankorso 8[5]
- 1909–1910: Wohnhaus Rumland in Berlin-Frohnau, Zeltinger Straße 31 (für den in Hennigsdorf tätigen Patentingenieur Julius Rumland; ausgeführt durch das Bauunternehmen August Conrad)[6][7]
- 1910: Wohnhaus Berger mit Pavillon und Einfriedung für die Berliner Terrain-Centrale in Berlin-Frohnau, Im Fischgrund 41[8]
- 1911: Wohnhaus Ihmsen für die Berliner Terrain-Centrale in Berlin-Frohnau, Fürstendamm 30[9]
- 1911: Wohnhaus Fellenberg in Berlin-Frohnau, Im Fischgrund 45[10]
- 1912: Wohnhaus Kaufmann in Berlin-Frohnau, Am Grünen Hof 7[11]
- 1912: Wohnhaus für den Kaufmann Friedrich Holland in Berlin-Frohnau, Am Grünen Hof 17[12]
- 1912–1913: Wohn- und Werkstattgebäude der Glaserei Johann Prippenow in Berlin-Frohnau, Markgrafenstraße 89[13]
- 1913: Villa für den Marinemaler Willy Stöwer in Berlin-Tegel, Gabrielenstraße 68 (ausgeführt durch den Bauunternehmer Gustav Müller)[14]
- 1913: Wohnhaus (mit vermuteter Gartengestaltung) für Christine Hartmann, genannt Landhaus Sachsen, in Berlin-Zehlendorf, Karl-Hofer-Straße 33 / Sven-Hedin-Straße[15]
- 1913: Wohn- und Remisengebäude für die Berliner Terrain-Centrale in Berlin-Frohnau, Remstaler Straße 11 und 13[16]
- 1913–1914: Turnhalle der Höheren Mädchenschule Frohnau in Berlin-Frohnau, Senheimer Straße 35 (erbaut im Auftrag der Berliner Terrain-Centrale); seit 1938: Katholische Kirche St. Hildegard[17][18]
- 1921: Landhaus Voigt in Werder (Havel), heutige Puschkinstraße 7a[19]
- 1921–1922: Wohnhaus für Margarete Hollmann in Berlin-Frohnau, Im Amseltal 24 (ausgeführt durch Baugeschäft Haase & Jahnke)[20]
- 1921–1924: Wohnhaus für Hans Ludwig in Berlin-Frohnau, Mehringer Straße 7[21]
- 1922: Gefallenen-Denkmal an der Wiltinger Straße in Berlin-Frohnau, eingeweiht am 17. September 1922[22]
- 1922: Wohnhaus für Hermann Silberstein, genannt Ambi-Haus, in Berlin-Frohnau, Karmeliterweg 4 (ausgeführt durch die Ambi-Werke gemeinsam mit der Bauunternehmung Franz Krüger)[23]
- 1924: Wohnhaus mit Einfriedung für Robert Däumer in Berlin-Frohnau, Fürstendamm 25/26[24]
- 1924–1925: Wohnhaus mit Einfriedung für den Juwelier Karl Wutke in Berlin-Frohnau, Ludolfingerplatz 5 / Welfenallee 2/4[25]
- 1925: Wohnhaus für den Industriellen und Vorstandsvorsitzenden des Deutschen Herold, Herbert Worch, in Berlin-Frohnau, Zeltinger Straße 6 / Fuchssteiner Weg (bis 1937 Veltheimpromenade)[26][27]
- 1925: Kapelle des Waldfriedhofs in Birkenwerder[28]
- 1926: Wohnhaus mit Remise für die Atlantik Handelsgesellschaft mbH in Berlin-Frohnau, Sigismundkorso 86 / Tannenstraße 8[29]
- 1926–1927: Ruheplatz für die Vaterländischer Bauverein eGmbH an der Barbarossahöhe in Berlin-Frohnau, Welfenallee / Olwenstraße[30]
- 1926–1928: Wohn- und Geschäftshaus für die Frohnau-GmbH in Berlin-Frohnau, Ludolfingerplatz 4 / Maximiliankorso 1[31]
- 1926–1929: Wohnhäuser Welfenallee 72/74,  Donnermarckallee 27/29, Forstweg 38–70, Olwenstraße 1–7 und 15–19, Zwergenweg 1 und 3–6 in Berlin-Frohnau (Siedlung Barbarossahöhe)[32]
- 1926–1930: Schulhaus mit Turnhalle und Feuerwehrdepot in Birkenwerder (heute Hauptstraße 61)[28]
- 1928: Wohnhaus für Frau Ilse von Maltzan in Berlin-Frohnau, Edelhofdamm 58[33]
- 1928: Umbau eines Wohnhauses mit Einfriedung für den Rechtsanwalt Joseph Neumann in Berlin-Frohnau, Ortwinstraße 3[34]
- 1928–1929: Gebäudeensemble mit Postamt am Bahnhof in Birkenwerder (heute Clara-Zetkin-Straße 10 und 14)[28]
- 1928–1929: Friedhofskapelle der evangelischen Kirchengemeinde Glienicke/Nordbahn[28]
- 1930: Schul- und Volkshaus der Eden Obstbau-Siedlungsgenossenschaft in Oranienburg[28]
- 1931–1932: Rathaus in Glienicke/Nordbahn[35]
- 1933: Wohnhaus für Paul Dallmann in Berlin-Frohnau, Maximiliankorso 3[36]
- 1934: Wohnhaus  für Regina Schürmann in Berlin-Frohnau, Stolzingstraße 49/51[37]
- 1934: Wohnhaus für den Möbelfabrikanten Gustav Schwarz in Berlin-Konradshöhe, Am Krähenberg 45[38]
- 1934–1935: Wohnhaus Kambach in Werder (Havel), heutige Brandenburger Straße 28[19]
- 1936–1937: Reihenhäuser am Coesfelder Weg in Berlin-Tegel[39]
- 1939–1941: Umbau der Bethlehemskirche in Berlin-Neukölln (gemeinsam mit Walter Peschke)